# 往世书
往世书（天城体：पुराण purāṇa，梵语原意为“古代的”或“古老的”）是一类古印度文献的总称。这类文献覆盖的内容非常广泛，包括宇宙论、神谱、帝王世系和宗教活动。它们通常为问答式诗歌体，其基本内容经常是不同人物联系起来的一些故事。
有许多文献都被称为往世书。现存的往世书非常多，其中最重要的是大往世书和小往世书。这是狭义的往世书，以梵语写成。它们通常讲述宇宙和人类的产生、帝王和仙人的世系等内容，并包含故事、哲学和宗教话题。 

## 大往世书和小往世书

### 结构和内容
大往世书和小往世书用梵语写成。按照传统的说法，此类往世书应叙述五类主题，即所谓五相：
1. 萨尔迦（Sarga），即宇宙的创造；
2. 泼罗提萨尔迦（Pratisarga），即宇宙毁灭后的再创造；
3. 瓦姆舍（Vamśa），即天神和仙人的系谱；
4. 曼宛陀罗（Manvañtara），即人类的产生和对各摩奴期的叙述；
5. 汪沙奴遮哩档（Vamśānucaritam），即日种王朝和月种王朝的世系。

大多数往世书只是部分地满足这一结构模式，它们的主体内容中除以上内容外还包括大量历史传说和宗教论述。某些学者根据表面上的相似指出，世界上其它一些宗教的典籍可能也利用了同样的内容模式，例如圣经。.
一部往世书通常主要敬奉婆罗门教三大神中的一位神，有时也敬奉其他的主要神灵，如黑天（毗湿奴的化身）和难近母。次要神灵如果出现，大多被置于从属地位。许多往世书都包含丰富的宗教和哲学理论，从性爱到数论都有出现。

### 分类
按照传统的说法，大往世书和小往世书都各有18部。每部大往世书都列出了其作者认为是真正权威的18部大往世书的名单，但是这些名单里提到的名字实际上共有19部：火神往世书，薄伽梵往世书，莲花往世书，梵天往世书，梵转往世书，梵卵往世书，大鹏往世书，龟往世书，林伽往世书，摩根德耶往世书，鱼往世书，那罗陀往世书，未来往世书，室犍陀往世书，湿婆往世书，侏儒往世书，野猪往世书，毗湿奴往世书，风神往世书。在一些地方流行的大往世书中有湿婆往世书而无风神往世书；另一些地方则恰恰相反。还有一些地方用风神往世书代替了火神往世书。对于这种现象，有学者解释为，风神往世书可能原是湿婆往世书的一部分。
传统上将18部大往世书分为3类。一般认为这种分类的依据是各自敬奉的神灵不同（梵天，毗湿奴和湿婆）。但是实际上，所有往世书都很少提到梵天，归入崇拜他的往世书中有很多其实是鼓励崇拜毗湿奴和湿婆的。不过，主要崇拜毗湿奴和湿婆的那些往世书的宗派性确实十分明显。根据莲花往世书，三类往世书是：
- 喜往世书（主要敬毗湿奴）：包括毗湿奴往世书，薄伽梵往世书，那罗陀往世书，大鹏往世书，蓮花往世书和野猪往世书；

- 忧往世书（主要敬梵天）：包括梵天往世书，梵转往世书，梵卵往世书，摩根德耶往世书，未来往世书和侏儒往世书；

- 暗往世书（主要敬湿婆）：包括濕婆往世書（英语：Shiva Purana），林伽往世書（英语：Linga Purana），龜往世書（英语：Kurma Purana），魚往世書（英语：Matsya Purana），室犍陀往世书和火神往世书。

有关小往世书的范围更加复杂。小往世书数量很多，18部小往世书到底是哪18部，并没有统一的说法。每部小往世书中都可能提及它认可的18部小往世书名单，然而几乎所有名单都不一样。实际上可以收集到的小往世书数量不下一百。以下列举一些重要的小往世书：永童往世书，人狮往世书，敝衣往世书，迦毗罗往世书，大自在天往世书，时间往世书，伐楼拿往世书，极裕往世书，破灭往世书，提毗薄伽梵往世书。
小往世书大多没有严谨地编订过，各地流传的版本很多。

### 作者和传播
传统上，所有往世书都被说成是出于毗耶娑仙人（岛生黑仙人）之手，他也被说成是大史诗摩诃婆罗多的作者。没有什么证据说明毗耶娑这个人物确实存在过。“毗耶娑”在梵语里的字面意思是“分开者”，一些学者因此推定这个人名实际上只是“编写者”的意思，而典籍本身是由印度各地许多不同的作者分别写成的。
往世书用梵语的诗体写成，大多数人无法直接读懂它。因此，教授往世书就成了婆罗门祭司的特权，他们把往世书的内容讲解给一般的信徒听。

### 编写年代
现存最古老的奥义书歌者奥义书里提到了过去如是说（意为历史传说），这个词所指的意思经常与往世书相混同，而且有“历史传说往世书”的说法；而歌者奥义书本身大约成书于公元前7世纪。“往世书”的名字也在阿闼婆吠陀（11.7.24）和最重要的梵书百道梵书（11.5.6.8及13.4.3.13）里被提到，这两部书的这些章节都成文于前7世纪以前。极古老的词源学著作尼禄多里也提及往世书。看起来，往世书在印度宗教生活中备受重视，其被视为神圣以至于和两部大史诗摩诃婆罗多和罗摩衍那一起被称为“第五吠陀”（最早提到这一说法的是广林奥义书）。然而，这些古文献里提到的“过去如是说”和“往世书”未必就是我们现在所看到的往世书。大多数学者认为，现存的往世书大多写成于公元前不久，最晚出的甚至可能在7至12世纪才定型。不过学者们也承认，往世书中部分内容的来源是十分古老的。

### 几种重要的往世书
- 薄伽梵往世书

薄伽梵往世书（Bhagavata Purana），又名博伽瓦譚（Shrīmad Bhāgavatam），可能是流传最广、最受欢迎的一部往世书。这是一部标准的毗湿奴派作品，主要讲述毗湿奴大神和他的10个化身对人类的诸多功绩，鼓励对毗湿奴的崇拜。这部往世书中的第10章（最长的一章）中重点讲述了黑天的事迹，包括黑天的童年（在诃利世系中也讲了类似的内容，拿来对比一下是很有用处的）。黑天是后来众多印度教教派的崇拜对象。
- 提毗薄伽梵往世书

小往世书之一，“提毗”意为女神。这是一部崇拜女神难近母的著作。由于难近母是印度教性力派的中心崇拜对象，这部往世书也就成为性力派的基本典籍。
- 室犍陀往世书

所有往世书里最长的一部；全书长达8万1千颂（相比之下，侏儒往世书只有1万颂）。书中包含了寓言、传说和教派的长篇大论，并且这部书有很多版本。许多其他文献里引用的不知出处的往世书文句都被归为室犍陀往世书里的。

## 室他罗往世书
这种文献的内容是讲述泰米尔人地区某个湿婆派庙宇或朝圣地的种种神迹和故事。现存许多室他罗往世书，绝大多数是以印度各地的俗语写成，然而也有梵语版本的。

## 种姓往世书
这种往世书的描写对象是印度的各种种姓（注意：这里的种姓是广义的种姓，即阇提）。它们讲述各种阇提的起源神话、故事和传说。种姓往世书是一个阇提内的成员产生认同感的重要支柱。这类往世书大多是用俗语写成，有些只是在口头传播。

## 其他往世书
史诗摩诃婆罗多的续篇诃利世系被许多学者认为实际上是一部往世书。有的研究者干脆称它为“诃利世系往世书”。诃利世系与一般的大往世书有很多类似的地方，内容结构也与往世书相同；它和一些重要的往世书（尤其是风神往世书）存在许多联系，有些地方几乎是一字不差。

## 非印度教系统的往世书
耆那教也有自己的往世书，讲述的是耆那教的宇宙起源神话、历史和传说。西方学者已经对此进行了部分研究。另外，佛教的一些大乘典籍也有往世书的一些特点。这也许可以看出，印度各大宗教之间的互相影响。